# Sergi Samper
Sergi Samper Montaña (ur. 20 stycznia 1995 w Barcelonie) – hiszpański piłkarz występujący na pozycji pomocnika w polskim klubie Motor Lublin. W przeszłości młodzieżowy reprezentant Hiszpanii oraz Katalonii. Wychowanek FC Barcelony.

## Kariera klubowa
Sergi Samper od 2001 roku grał w młodzieżowych drużynach FC Barcelony. W 2013 roku dołączył do drużyny Barcelony B.
17 września 2014 roku zadebiutował w pierwszej drużynie Barcelony w spotkaniu Ligi Mistrzów przeciwko APOEL Nikozja. 12 marca 2016 roku zadebiutował w Primera División w wygranym 6:0 meczu Barcelony z Getafe CF. 1 lipca 2016 roku awansował do pierwszej drużyny Barcelony i zakończył przygodę z Barceloną B. 26 sierpnia został wypożyczony na rok do Granada CF. 24 sierpnia 2017 roku został wypożyczony na rok do UD Las Palmas. W styczniu 2018 roku doznał poważnej kontuzji, przez co zdecydowano o tym, że wypożyczenie zostanie zakończone pół roku wcześniej.

### Motor Lublin
1 sierpnia 2024 roku jego transfer do Motoru Lublin na sezon 2024/2025 został ogłoszony przez klub. Na boisku w nowym klubie zadebiutował 1 września w przegranym 5:2 wyjazdowym meczu z Legią Warszawa. 30 maja 2025 klub poinformował, że kontrakt z zawodnikiem został przedłużony na sezon 2025/26.

## Statystyki kariery klubowej
Stan na 31 października 2018
| Klub                 | Sezon              | Liga  | Liga | Puchar | Puchar | Europa | Europa | Inne  | Inne | Razem | Razem |
| Klub                 | Sezon              | Mecze | Gole | Mecze  | Gole   | Mecze  | Gole   | Mecze | Gole | Mecze | Gole  |
| -------------------- | ------------------ | ----- | ---- | ------ | ------ | ------ | ------ | ----- | ---- | ----- | ----- |
| FC Barcelona B       |                    |       |      |        |        |        |        |       |      |       |       |
| 2013/14              | 40                 | 0     | —    | —      | —      | —      | —      | —     | 40   | 0     |       |
| 2014/15              | 34                 | 0     | —    | —      | —      | —      | —      | —     | 34   | 0     |       |
| 2015/16              | 29                 | 0     | —    | —      | —      | —      | —      | —     | 29   | 0     |       |
| Razem                | 103                | 0     | —    | —      | —      | —      | —      | —     | 103  | 0     |       |
| FC Barcelona         | 2014/15            | 0     | 0    | 3      | 0      | 1      | 0      | 0     | 0    | 4     | 0     |
| FC Barcelona         | 2015/16            | 1     | 0    | 3      | 0      | 2      | 0      | 1     | 0    | 7     | 0     |
| FC Barcelona         | 2016/17            | 0     | 0    | 0      | 0      | 0      | 0      | 1     | 0    | 1     | 0     |
| FC Barcelona         | 2018/19            | 0     | 0    | 1      | 0      | 0      | 0      | 0     | 0    | 1     | 0     |
| FC Barcelona         | Razem              | 1     | 0    | 7      | 0      | 3      | 0      | 2     | 0    | 13    | 0     |
| Granada CF (wyp.)    | 2016/17            | 22    | 0    | 1      | 0      | —      | —      | —     | —    | 23    | 0     |
| Granada CF (wyp.)    | Razem              | 22    | 0    | 1      | 0      | -      | -      | -     | -    | 23    | 0     |
| UD Las Palmas (wyp.) | 2017/18            | 2     | 0    | 3      | 0      | —      | —      | —     | —    | 5     | 0     |
| UD Las Palmas (wyp.) | Razem              | 2     | 0    | 3      | 0      | -      | -      | -     | -    | 5     | 0     |
| Ogólnie w karierze   | Ogólnie w karierze | 129   | 0    | 11     | 0      | 3      | 0      | 1     | 0    | 146   | 0     |

## Życie prywatne
Starszy brat Sergio - Jordi Samper, jest tenisistą.